# Upplands runinskrifter 820
Upplands runinskrifter 820 är en vikingatida stenristning i Kulla socken och Enköpings kommun. Ristningen är rent ornamental. Stenen är en parsten till U 819. U 820 har varit försvunnen, men återfanns 1964 i en trädgård. Stenen är 1,5 meter hög och 1,05 meter bred.